# Joseph Barboza
Joseph Barboza, soprannominato The Animal (New Bedford, 20 settembre 1932 – San Francisco, 11 febbraio 1976), è stato un mafioso statunitense.
Figlio di immigrati portoghesi originari di Lisbona, Barboza, oltre all'attività di capo mafioso, fu anche un pugile locale nella zona di New Bedford, durante gli anni sessanta. La sua famiglia, stanziata nella Boston occidentale, era già conosciuta per l'appartenenza alla microcriminalità locale.
Barboza, divenuto boss della Charlestown Mob, riuscì anche a arginare l'FBI, facendo incarcerare alcuni suoi rivali, come Raymond Patriarca Sr. In seguito si trasferì in California dove fu colpito in una sparatoria da un suo rivale, J.R. Russo, a San Francisco.
Mentre lavorava con l'FBI, il rappresentante Harold Paul Rico, lo aiutò ad accusare falsamente e a far condannare Joseph Salvati e Peter Limone per l'assassinio di Edward "Teddy" Deegan, a Chelsea, Massachusetts, proteggendo così il vero colpevole.